# آجرهای لعاب‌دار بوکان
آجرهای لعاب‌دار بوکان، آجرهای لعاب‌داری مربوط به تمدن مانایی است که نقش‌هایی از پرنده، گاو و بز بالدار با سر انسان و دیگر نقش‌های ترکیبی حیوان و انسان در آن‌ها دیده می‌شود. اولین بار کشاورزی به نام میرزاعلی این آجرهای منقش و لعاب‌دار را پیدا کرد، او توانسته بود تشخیص دهد آجرها به قصر باستانی منطقه قیلاچی، نزدیک به شهر بوکان تعلق دارند. پیش از کشف میرزا علی، در سال ۱۳۵۵ ولفرام رایس گزارشی دربارهٔ این منطقه باستانی منتشر کرده بود.
در سال ۱۳۶۴ درحالی‌که جنگ ایران و عراق در جریان بود، گروهی از باستان شناسان تحت حفاظت امنیتی به سرپرستی احسان یغمایی به منطقه‌ای که این آجرها کشف‌شده بود، فرستاده شدند اما بیشتر آثار موجود تا قبل از رسیدن آن‌ها قاچاق و به کلکسیون‌های شخصی یا موزه‌های مختلف راه پیدا کردند. این آثار بعد از ۴۰ سال، با تلاش حقوقی و همکاری دولت سوئیس به ایران پس داده‌شده‌اند و هم‌اکنون در موزه ایران باستان به نمایش درآمده‌اند.